# غسل مطري
الغسل المطري (بالإنجليزية: Rainout)‏، هي عملية إزالة مكونات من الغلاف الجوي عن طريق الأمطار. عنصر ضروري لتكون قطرة المطر هو نواة التكثيف. الملوثات في الهواء مثل حمض النتريك وحمض الكبريتيك تشكل مواقع نوى (جسيمات) يتكاثف عليها في كثير من الأحيان بخار الماء ويشكل قطرات صغيرة، التي تنمو عن طريق تكثف مزيد من الرطوبة عليها لتكون في نهاية المطاف قطرات الأمطار التي تهطل. وهذا يفسر تكون بعض الأمطار الحمضية كما يمثل وسيلة يتم من خلالها إزالة هباء، وغازات، وجسيمات من الغلاف الجوي.